# Pracovní místo
Pracovní místo je nejmenší prvek struktury organizace (ziskové i neziskové). Zařazuje jedince do organizační struktury a přiřazuje mu okruh úkolů a odpovědností.